# Ватанабе Кен
Ватанабе Кен (яп. 渡辺 謙 21 жовтня 1959) — японський актор театру, кіно і телебачення.
За кордоном найбільше відомий ролями ватажка повстанців в «Останньому самураї», генерала Курібаясі Тадаміті в «Листах з Іводзіми» та підприємця Сайто в «Початку». Багаторазовий лауреат «Japanese Academy Awards», номінант на премію «Оскар» та «Золотий глобус» за найкращу роль другого плану («Останній самурай»).

## Фільмографія
| Year | Film                                                                                            | Role                                 | Notes               |
| ---- | ----------------------------------------------------------------------------------------------- | ------------------------------------ | ------------------- |
| 1984 | MacArthur's Children                                                                            | Tetsuo Nakai                         |                     |
| 1984 | Bruce's Fists of Vengeance                                                                      |                                      |                     |
| 1985 | 9 Deaths of the Ninja                                                                           | Sensei                               |                     |
| 1985 | Kekkon Annai Mystery (結婚案内ミステリー Kekkon Annai Misuterī)                                 | Funayama Tetsuya/Masakazu Sekine     |                     |
| 1986 | The Sea and Poison (海と毒薬 Umi to Dokuyaku)                                                   | Toda                                 |                     |
| 1986 | Tampopo                                                                                         | Gun                                  |                     |
| 1987 | Karate Warrior (Il ragazzo dal kimono d'oro)                                                    | Master Kimura                        |                     |
| 1987 | Commando Invasion                                                                               |                                      |                     |
| 1988 | Karate Warrior 2 (Il ragazzo dal kimono d'oro 2)                                                | Master Kimura                        |                     |
| 1989 | Violent Zone                                                                                    | Old Mishima                          |                     |
| 1998 | Welcome Back, Mr. McDonald                                                                      | Raita Onuki, Truck Driver            |                     |
| 2000 | Space Travellers (スペーストラベラーズ Supēsu toraberāzu)                                       | Sakamaki                             |                     |
| 2000 | Ikebukuro West Gate Park                                                                        | Inspector Yokoyama                   | серіал              |
| 2001 | Genji: A Thousand-Year Love (千年の恋 ～ひかる源氏物語 Sennen no koi — Hikaru Genji Monogatari) | Fujiwara Michinaga/Fujiwara Nobutaka |                     |
| 2003 | Останній самурай                                                                                | Katsumoto Moritsu                    |                     |
| 2003 | T.R.Y.                                                                                          | Masanobu Azuma                       |                     |
| 2004 | Castle of Sand (砂の器 Suna no utsuwa)                                                          | Shūichirō Imanishi                   | серіал              |
| 2005 | Мемуари гейші                                                                                   | The Chairman (Iwamura Ken)           |                     |
| 2005 | Бетмен: Початок                                                                                 | підставний Ра'с аль Гул              |                     |
| 2005 | Year One in the North (北の零年 Kita no zeronen)                                                | Hideaki Komatsubara                  |                     |
| 2006 | Memories of Tomorrow                                                                            | Masayuki Saeki                       | First starring role |
| 2006 | Листи з Іодзіми                                                                                 | генерал Курібаясі Тадаміті           |                     |
| 2007 | Земля                                                                                           | оповідач                             | японська версія     |
| 2009 | The Unbroken (Shizumanu Taiyo)                                                                  | Hajime Onchi                         |                     |
| 2009 | Cirque du Freak: The Vampire's Assistant                                                        | Mr. Tall                             |                     |
| 2010 | Shanghai                                                                                        | Captain Tanaka                       |                     |
| 2010 | Початок                                                                                         | Saito                                |                     |
| 2012 | Hayabusa: Harukanaru Kikan                                                                      | Professor Yamaguchi Junichiro        |                     |
| 2013 | Yurusarezaru Mono                                                                               | Jubei Kamata                         |                     |
| 2013 | Епік                                                                                            | Kodo (voice)                         | Special appearance  |
| 2014 | Ґодзілла                                                                                        | Доктор Ітіро Серідзава               |                     |
| 2014 | Трансформери 4:Час Вимирання                                                                    | Дріфт                                | Голос               |
| 2015 | Море дерев                                                                                      | Такумі Накамура                      |                     |
| 2016 | Rage                                                                                            | Yōhei Maki                           |                     |
| 2017 | Трансформери: Останній лицар                                                                    | Дріфт                                | Голос               |
| 2018 | Острів собак                                                                                    | Головний хірург                      | Голос               |
| 2018 | Bel Canto                                                                                       | Кацумі Хосокава                      |                     |
| 2019 | Покемон. Детектив Пікачу                                                                        | лейтенант-детектив Хідео Йосіда      |                     |
| 2019 | Ґодзілла ІІ: Король монстрів                                                                    | Доктор Ітіро Серідзава               |                     |
| 2020 | Fukushima 50                                                                                    | Масао Йосіда                         |                     |
| 2022 | Поліція Токіо                                                                                   | Хірото Катагірі                      | серіал              |
| 2023 | Творець                                                                                         | Харун                                |                     |

## Нагороди
| Year | Organization                                       | Award                         | Work                         | Result    |
| ---- | -------------------------------------------------- | ----------------------------- | ---------------------------- | --------- |
| 1987 | Elandor Awards                                     | Найкращий актор-початківець   | Umi to Dokuyaku              | Перемога  |
| 1999 | Japanese Academy Awards                            | Найкращий актор другого плану | Kizuna                       | Номінація |
| 2002 | Japan Academy Awards                               | Найкращий актор другого плану | Sennen no Koi Story of Genji | Номінація |
| 2003 | Japan Academy Awards                               | Найкращий актор другого плану | Hi Wa Mata Noboru            | Номінація |
| 2003 | Washington DC Area Film Critics Association Awards | Найкращий актор другого плану | Останній самурай             | Номінація |
| 2004 | Academy Awards                                     | Найкращий актор другого плану | Останній самурай             | Номінація |
| 2004 | Saturn Awards                                      | Найкращий актор другого плану | Останній самурай             | Номінація |
| 2004 | Blue Ribbon Awards                                 | Спеціальна нагорода           | Останній самурай             | Перемога  |
| 2004 | Кінопремія «Вибір критиків»                        | Найкращий актор другого плану | Останній самурай             | Номінація |
| 2004 | Золотий глобус                                     | Найкращий актор другого плану | Останній самурай             | Номінація |
| 2004 | Las Vegas Film Critics Society Awards              | Найкращий актор другого плану | Останній самурай             | Номінація |
| 2004 | Phoenix Film Critics Society Awards                | Найкращий актор другого плану | Останній самурай             | Номінація |
| 2004 | Satellite Awards                                   | Найкращий актор другого плану | Останній самурай             | Номінація |
| 2004 | Screen Actors Guild Awards                         | Найкращий актор другого плану | Останній самурай             | Номінація |
| 2004 | Television Drama Academy Awards (Winter)           | Найкращий актор другого плану | Suna no Utsuwa               | Перемога  |
| 2006 | Hochi Film Awards                                  | Найкращий актор               | Memories of Tomorrow         | Перемога  |
| 2006 | Nikkan Sports Film Awards                          | Найкращий актор               | Memories of Tomorrow         | Перемога  |
| 2007 | Blue Ribbon Awards                                 | Найкращий актор               | Memories of Tomorrow         | Перемога  |
| 2007 | Japan Academy Awards                               | Найкращий актор               | Memories of Tomorrow         | Перемога  |
| 2007 | Fujimoto Prize                                     | Спеціальний приз              | Memories of Tomorrow         | Перемога  |
| 2007 | Kinema Junpo Awards                                | Найкращий актор               | Memories of Tomorrow         | Перемога  |
| 2009 | Hochi Film Awards                                  | Найкращий актор               | Shizumanu Taiyo              | Перемога  |
| 2010 | Japan Academy Awards                               | Найкращий актор               | Shizumanu Taiyo              | Перемога  |